# 紹姆峰
47°03′03″N 10°16′12″E / 47.05083°N 10.27000°E

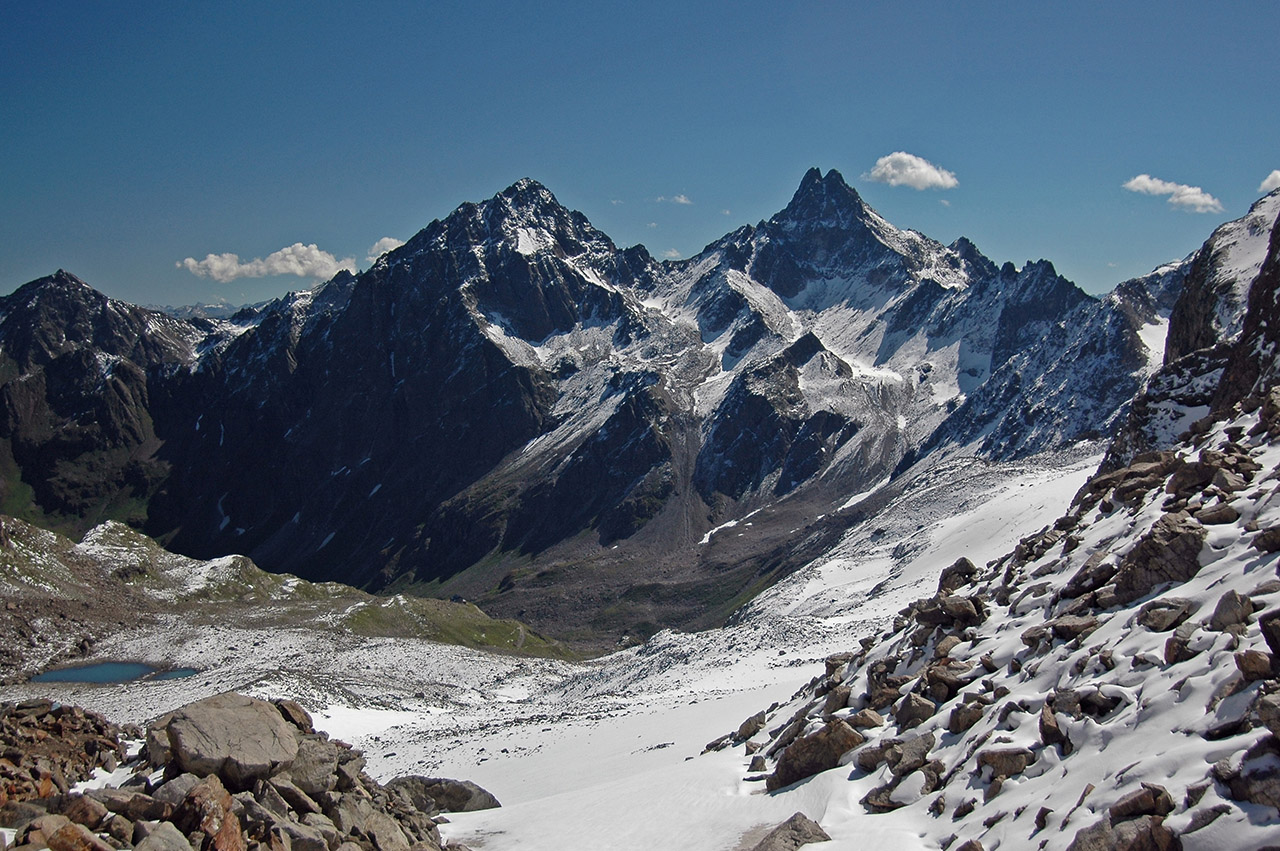

紹姆峰（德語：Saumspitze），是奧地利的山峰，位於該國西南部，由蒂羅爾州負責管轄，屬於韋爾瓦爾阿爾卑斯山脈的一部分，海拔高度3,039米，每年平均降雨量1,730毫米。